# Príncipe azul

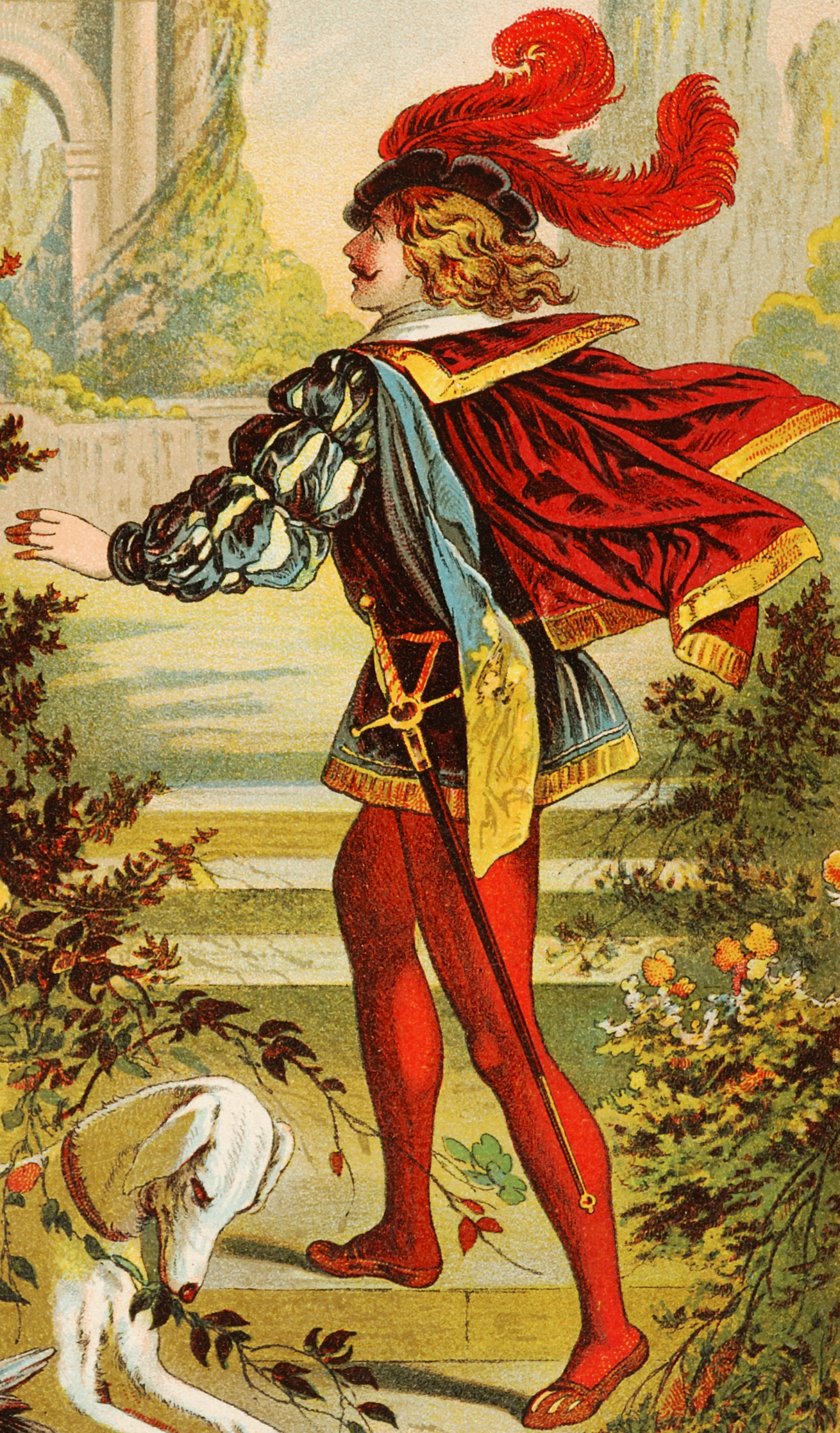
El príncipe azul

El príncipe azul es un personaje tipo que se originó en varios cuentos de hadas. Es un príncipe que va al rescate de una dama en apuros, y típicamente debe emprender una búsqueda para liberarla de un malvado hechizo. Se ha llamado así a los héroes de varias historias del folclore tradicional, entre ellas Blancanieves, Rapunzel, La Bella Durmiente y La Cenicienta.
El príncipe azul es típicamente un joven bien plantado. Con frecuencia luce un fajín o cinta alrededor de su uniforme principesco, y a menudo pequeño y lustroso bigote. En muchas representaciones habla con acento francés o británico. 
Según el escritor y profesor de literatura Severino Calleja, el personaje nace con este nombre en «una leyenda rumana del siglo XIX llamada El Príncipe Azul de la lágrima» (Fát-Frumos din lacrima). El color azul alude al carácter real del personaje, teniendo posiblemente el mismo significado que en la expresión sangre azul: la aristocracia acostumbraba a alejarse del sol, por lo que estaban pálidos y las venas eran más visibles en su piel blanca (aunque quizá también tenga que ver con la endogamia, fuente de enfermedades cardiovasculares que hacen que la sangre tenga un color rojo menos intenso). A saber, en el siglo XVII en Francia se decía que el azul era un color maravilloso. El color, sin embargo, no es lo más importante, y de hecho solo se menciona en versiones modernas de los cuentos; de hecho, la expresión se popularizó a raíz de la canción cantada por la protagonista de la versión de La bella durmiente animada por Walt Disney (1959). Desde entonces el nombre se ha aplicado a personajes muy similares que aparecen en Blancanieves y Cenicienta. Lo más importante para la trama de estas historias es el estatus real del príncipe azul, que le permite romper las maldiciones que mantienen dormidas a Blancanieves y La bella durmiente, así como —en palabras de Calleja— «[... la] construcción folclórica de un cúmulo de ideales en torno a un personaje que encarna el matrimonio, la boda entendida como final feliz, como recompensa».
En otra variante, el príncipe azul es la víctima de una maldición que le ha transformado en una rana o un sapo. En esta versión, el príncipe debe ser besado por una princesa mientras tiene aspecto anfibio para poder romper la maldición, y solo entonces puede recuperar su forma humana de guapo príncipe.
El personaje del príncipe azul es deconstruido en la película de 2004 Shrek 2 donde tiene una personalidad no muy alejada de la de Gastón en La bella y la bestia de Disney.
El príncipe azul es un personaje importante en el cómic Fábulas, donde se casa sucesivamente con Blancanieves, Rapunzel, la Bella Durmiente y la Cenicienta, terminando cada matrimonio en divorcio por ser un mujeriego compulsivo. Él mismo comenta: «Siempre amo de todo corazón a una mujer cuando la persigo por primera vez... pero no soy bueno en la parte de felices-para-siempre». El príncipe aplica su encanto en las elecciones para alcalde de Fabletown, la comunidad de «fábulas» underground, encontrando la tarea más difícil de lo que había previsto.
Prince Charming es el título de un álbum y canción de 1981 de Adam and the Ants, y también de una película de 1999 protagonizada por Andy Lau y Michelle Reis.